# Брухмюллер, Георг
Георг Брухмюллер (нем. Georg Bruchmüller; 11 декабря 1863, Берлин — 26 января 1948, Гармиш-Партенкирхен, Германия) — немецкий артиллерийский офицер, оказавший большое влияние на развитие современной артиллерийской тактики. Носил прозвище Durchbruchmüller — сочетание немецкого слова Durchbruch (прорыв) с фамилией.

## Ранние годы
Родился в Берлине в семье среднего класса. Изучал физику в Берлинском университете. После окончания обучения в 1883 году на три года ушёл добровольцем в Имперскую армию. Два года спустя определён в пехотную артиллерию, род войск немецкой армии, вооруженный тяжелыми орудиями, гаубицами и минометами. Первоначально они главным образом предназначались для организации осадных действий, но получили новую роль в полевых операциях.
В 1897 и 1898 годах Брухмюллер служил командиром батареи в третьем полку пехотной артиллерии располагавшемся в крепости Майнц. Затем с 1901 по 1902 год получил под командование батарею учебного батальона школы артиллерийской стрельбы в Йютербоге. В этот период одним из его коллег был капитан Артур Бильзе, специалист по тяжелой артиллерии. В 1908 году Брухмюллер был произведён в майоры и получил задание написать тактическое руководство для полевой артиллерии. В 1913 году упал с лошади и впоследствии имел нервный срыв. Был освобождён от службы по медицинским показаниям и отправлен в запас в звании подполковника, но с жалованием майора.

## Первая мировая война
В начале Первой мировой войны призван на действительную службу, вскоре став командиром артиллерии 86-й пехотной дивизии на Восточном фронте. В 1915 году участвовал в тринадцати битвах, был награжден Железным крестом второго и первого класса. С 18 по 30 марта 1916 года русские вели наступление на озере Нарочь. Для организации контратаки Брухмюллер уговорил командующего 10-й армии генерала Эйхгорна организовать централизованное командование артиллерией. Брухмюллер спланировал предварить атаку пехоты беглым заградительным огнём, что способствовало победе Германии. За этот успех в 1917 году Брухмюллер был удостоен высшей военной награды — ордена Pour le Mérite, став одним из четырёх офицеров-артиллеристов, награждённых орденом во время войны.
Французы и англичане использовали длительную артподготовку перед пехотной атакой, чтобы уничтожить защитников, например битве на Сомме предшествовал семидневный обстрел неприятельских позиций. Немцы предпочитали короткие интенсивные налёты, такие как десятичасовая артподготовка перед битвой при Вердене. Брухмюллер разработал сложные, централизованно контролируемые планы стрельб для интенсивной артподготовки. Его действия включали интенсивный огонь по всем позициям противника, быстрое переключение с цели на цель и обратно, что требовало точного и аккуратного управления каждым типом вооружения, чтобы нанести максимальный урон. Каждая батарея каждого типа получала задания в соответствии с расписанием. На первом этапе поражались штаб, телефонная связь, командные пункты, батареи противника и позиции пехоты. Огонь был внезапным, сосредоточенным и широко использовал химические снаряды. На втором этапе огонь концентрировался на батареях противника. Требовалось много выстрелов: например, на ликвидацию защищённой позиции отводилось 100 выстрелов из 150-мм гаубицы. На третьем этапе огонь по целям продолжался до их уничтожения, некоторые батареи обстреливали позиции пехоты, в то время как тяжелые орудия атаковали на дальних дистанциях, чтобы закрыть пути переброски подкреплений. Наступающая пехота следовала за точно организованным заградительным огнём, получившим название «огненного вала» (Feuerwalze). Брухмюллер командовал артиллерией во время некоторых ключевых контратак против наступления Брусилова. Он руководил 76 артиллерийскими батареями группы армий Линзингена. В июле 1917 года он командовал 134 батареями во время контрнаступления на Тарнополь, отбитый после потери в результате наступления Керенского.
Неожиданность была условием нанесения максимального ущерба, поэтому Брухмюллер применял метод капитана Пулковского без предварительной пристрелки. Производилась привязка к местности каждого оружия, затем, зная начальную скорость снаряда и принимая во внимание такие переменные, как температура воздуха, скорость и направление ветра, а также используя таблицы, предоставленные математиками, можно было достаточно точно рассчитать наводку орудия для стрельбы по целям, обозначенным на картах. Приготовления к атаке таким образом скрывались, но расположение целей должно было определяться очень точно. (Британцы использовали подобную тактику артобстрела без пристрелки в битве при Камбре 20 ноября 1917 года).
Брухмюллер командовал артиллерией 8-й армии (генерал Оскар фон Гутьер) во время Рижской операции в сентябре 1917 года. Вскоре после захвата Риги 8-я армия была переброшена на запад, где в первые месяцы 1918 года в специальной школе в Бельгии методам Брухмюллера обучали артиллеристов, готовившихся к немецкому весеннему наступлению. Офицеры пехоты также обучались его методам, были проведены совместные пехотно-артиллерийские учения с применением боевых снарядов, в которых отрабатывалась атака с заградительным артиллерийским огнём. Первое наступление, операция «Михаэль», началась с артподготовки, во время которой за пять часов было выпущено 3,5 млн снарядов, почти 200 выстрелов в секунду. Вопреки инструкциям, Брухмюллер не стал проводить пристрелку, открыв огонь по целям, обозначенным на картах по данным разведки. В следующем наступлении, битве на Лисе во Фландрии, он руководил артиллеристами, не знакомыми с методом Пулковского. В этом случае пристрелка была произведена во время первой фазы артподготовки. 26 марта 1918 года Брухмюллер был награжден дубовыми листьями к ордену Pour le Mérite; он стал одним двух артиллерийских офицеров, удостоенных такой чести. Будучи лишь подполковником и офицером запаса, временно мобилизованным на фронт, он командовал артиллерией группы армий кронпринца Вильгельма в Третьей битве при Эне и битве на Марне. Артподготовка проводилась в тёмное время суток без пристрелки, чтобы с первыми лучами солнца пехота перешла в наступление. Начальник немецкого штаба Эрих Людендорф приводил Брухмюллера как пример «…решающего влияния личности на ход военных событий…».

## Послевоенные годы
Брухмюллеру не было места в послевоенном Рейхсвере, поскольку Версальский договор запрещал Германии иметь тяжёлую артиллерию. Он был уволен из армии в 1919 году в звании полковника. Брухмюллер написал несколько книг по артиллерии, которые были переведены на английский, французский и русский языки. В 1939 году, в 25-ю годовщину битвы при Танненберге, он был произведен в генерал-майоры в отставке. Умер в Гармиш-Партенкирхене в 1948 году.